# لیندبرگ (دهانه)
لیندبرگ یک دهانه برخوردی در ماه‌ است.